# 厚唇珠母麗魚
厚唇珠母麗魚，為輻鰭魚綱鱸形目隆頭魚亞目慈鯛科的其中一種，分布於中美洲巴拿馬的淡水流域，體長可達24公分，棲息在沙石底質、森林覆蓋且流動的溪流，生活習性不明，可作為觀賞魚。

## 擴展閱讀
維基物種上的相關：厚唇珠母麗魚